# Bathsheba
 (décembre 2012).
Si vous disposez d'ouvrages ou d'articles de référence ou si vous connaissez des sites web de qualité traitant du thème abordé ici, merci de compléter l'article en donnant les références utiles à sa vérifiabilité et en les liant à la section « Notes et références ».
Bathsheba est le village de pêche principal dans la paroisse de Saint Joseph sur la côte nord-est de la Barbade. C'est la 4e plus grande ville de la Barbade avec ses 1 521 habitants.

## Toponymie
Le nom Bathsheba est donné en référence à un personnage biblique, Bethsabée, femme du roi David, connue pour prendre des bains de lait.

## Géographie
Bathsheba se situe dans le district de l'Écosse de la paroisse de Saint Joseph.
Le spot de surf ayant les plus grosses vagues de Bathsheba, très consistantes, est connu comme le bol de soupe (« soup bowl »). Des compétitions de surf locaux et internationaux y ont lieu chaque année. Une autre caractéristique notable de la plage de Bathsheba est le gros rocher qui se trouve légèrement au large des côtes, connu par certains comme Rock de Bathsheba. De nombreux rochers calcaires en forme de champignon se trouvent sur ces plages.

## Histoire
La ville a un certain nombre d'églises pittoresques ; l'église anglicane de Saint Joseph a été construit sur la colline du cheval dans la ville dès 1640, mais fut reconstruite en 1839 à la suite d'un ouragan en 1831. La petite chapelle de Saint Joseph a été construit à proximité en 1837 mais a été restauré et dédiée à Saint Aidan en 1904, après un glissement de terrain. En 1893, l'écrivain James Henry Stark témoigne du fait que le moyen d'accès le plus rapide était par train, depuis Bridgetown. Il a un certain nombre d'attractions dont la forêt de la fleur et la tour de coton qui est réputée pour ses paysages spectaculaires et des vues du quartier de l'Écosse. Rivière tropicale le plus riche de Joe est situé à la périphérie de la ville avec quelque 85 acres (340 000 m2) de bois et de la forêt tropicale avec ficus géants, citrifolia, bois fid, bois blancs, choux palmiers et acajou. 

## Démographie
| Année | Population |
| ----- | ---------- |
| 1990  | 1 700      |
| 2001  | NC         |
| 2004  | 1 765      |
| 2008  | 1 573      |
| 2012  | 1 521      |